# Louisville Alumnites 1950-1951
La stagione 1950-51 dei Louisville Alumnites fu la 1ª e unica nella NBPL per la franchigia.
I Louisville Alumnites fallirono a metà stagione mentre avevano un record 18-17. Vennero classificati al terzo posto della Eastern Conference.

## Roster
| N° | Naz.                   | Ruolo | Sportivo      | Anno | Alt. | Peso |
| -- | ---------------------- | ----- | ------------- | ---- | ---- | ---- |
|    | Stati Uniti (bandiera) | G     | Joe Bradley   | 1928 | 191  | 79   |
|    | Stati Uniti (bandiera) | G     | Dee Gibson    | 1923 | 180  | 79   |
|    | Stati Uniti (bandiera) | AC    | Joe Graboski  | 1930 | 203  | 104  |
|    | Stati Uniti (bandiera) | G     | Paul Hicks    | 1928 | 191  | 88   |
|    | Stati Uniti (bandiera) | A     | Walt Kersulis | 1926 | 193  | 88   |
|    | Stati Uniti (bandiera) | AC    | Stan Miasek   | 1924 | 196  | 98   |
|    | Stati Uniti (bandiera) | C     | Mike Novak    | 1915 | 206  | 102  |
|    | Stati Uniti (bandiera) | A     | Don Ray       | 1921 | 198  | 88   |
|    | Stati Uniti (bandiera) | C     | Bill Roberts  | 1925 | 206  | 98   |
|    | Stati Uniti (bandiera) | G     | Kenny Rollins | 1923 | 183  | 76   |
|    | Stati Uniti (bandiera) | A     | Odie Spears   | 1924 | 196  | 93   |
|    | Stati Uniti (bandiera) | A     | Jim Stone     | 1924 | 196  | 100  |
|    | Stati Uniti (bandiera) | AC    | Bill Tom      | 1927 | 203  | 100  |
|    | Stati Uniti (bandiera) | AC    | Clint Wager   | 1920 | 198  | 107  |

## Staff tecnico
- Allenatore: Alex Dowling